# 22 mérföld
A 22 mérföld (eredeti cím: 22 Mile) 2018-as amerikai akciófilm, melyet Peter Berg rendezett. A forgatókönyvet Lea Carpenter írta. A főszereplők Mark Wahlberg, John Malkovich, Lauren Cohan, Iko Uwais és Ronda Rousey.
Az Amerikai Egyesült Államokban 2018. augusztus 17-én mutatták be, Magyarországon két hónappal később szinkronizálva, október 25-én a Freeman Film forgalmazásában.
A film negatív kritikákat kapott az értékelőktől. A Metacritic oldalán a film értékelése 36% a 100-ból, mely 38 véleményen alapul. A Rotten Tomatoeson a 22 mérföld 24%-os minősítést kapott, 161 értékelés alapján. A film világszerte 64,7 millió dolláros bevételnél tart, ami a 35 milliós költségvetésével szemben jó eredmény.
Ez a negyedik közös együttműködése Bergnek és Wahlbergnek; a Túlélő, a Mélytengeri pokol és a Hazafiak napja után.

## Cselekménye
James Silva CIA-ügynök, egykori U.S. Marine háborús veterán, mesterlövész egy titkos katonai csoport támadását vezeti egy orosz illetőségű búvóhely ellen az USA területén. Az akció távolról, műholdas és egyéb eszközökkel felszerelve James Bishop és felderítő csapata felügyelete és irányítása alatt zajlik. Feladatuk egy cézium szállítmány megszerzése, mielőtt azt radioaktív sugárzó anyagként fegyverekben lehetne alkalmazni.
A kialakuló tűzpárbajban a legtöbb orosz ügynököt megölik, és az Overwatch csapat egyik tagja, Greg Vickers is életét veszti. Az utolsó áldozat egy tizenéves fiú, aki figyelmezteti James Silvát, hogy hibát követ el. Azonban parancsra őt is meg kell ölniük.
Tizenhat hónappal később Délkelet-Ázsiában az Indocarr nevű kitalált államban Li Noor különleges ügynök jelentkezik az amerikai követségen, és egy merevlemezen információkat ad át a cézium szállítmány pontos hollétéről. Azonban a lemez titkosítva van, és önmegsemmisítő kóddal van ellátva, ami 8 óra múlva aktivizálódik. A leállításához Li Noor egy kóddal rendelkezik, amiért cserében azt kéri, hogy őt szállítsák át az Egyesült Államokba. Li Noor addig Alice Kerr Overwatch ügynök informátoraként dolgozott és hasznos információkat szolgáltatott, így a nő megbízik benne. Azonban a leállító kódot neki sem árulja el. A követségre beszivárgott helyi ügynökök meg akarjál ölni Li Noort, ő azonban harcművészeti tudását alkalmazva sorban megöli a támadóit.
Időközben a követségre érkezik az ország külügyminiszter-helyettese és a titkosszolgálat vezetője, Axel és kémkedés vádja miatt Li Noor kiadatását követelik, azonban az amerikai nagykövet, Dorothy Brady erre nem hajlandó.
A lemezt egy hekker segítségével megpróbálják feltörni, azonban ehhez kevésnek tűnik a rendelkezésre álló, 8 órányi (illetve közben fogyó) idő. Ezért Silva és csapata azt a parancsot kapja, hogy szállítsák a foglyot egy 22 mérföldre található repülőtérre, ahonnan az Egyesült Államokba szállítják.
A távoli segítséget ezúttal is Bishop és csapata adják, akik Kolumbiában állomásoznak.
Már az út kezdeti szakaszán megtámadják őket motorosok, és a műholdas felderítést pár másodpercre kiiktatva bombát helyeznek el az egyik autón, amit fel is robbantanak, és heves tűzpárbaj alakul ki a létszámbeli fölényben lévő támadókkal. Sam Snow ügynök végzetes sérüléseket kap, néhány támadót magához csalogatva (és önmagát feláldozva) kézigránátokkal végez velük.
Egy elvileg védett házba mennek, ami álcázásként vendéglőként működik, azonban támadóik megtalálják őket, így tovább kell menniük. William “Dougie” Douglas ügynök súlyosan megsérül, így ő is feláldozza magát, miközben fedezi társai visszavonulását.
A csapat egy lakótelep folyosóin keres menedéket, itt Bishop nélkülözhetetlennek bizonyul az irányításukban. Az épületen belül Alice elszakad Silvától, aki most már egyedül kíséri Noort, akit felfegyverez. Alice reménytelen helyzetéből is ki tud szabadulni a fal kirobbantásával, és eközben egy ott lakó kislány életére is vigyáz. A gyerek később Silvának jelez, hogy hol található Alice.
A repülőtér közvetlen közelében Axel állja el az utat a kocsijával, azonban ezt egy katonai drón segítségével megsemmisítik.
A légcsavaros repülőgép időközben már elindult a megszabott időben, de még meg tud állni, hogy Noor és Alice beszállhasson.
Noor bediktálja a kódot Silvának, ami valóban megnyitja a lemezt és megjelennek egy világtérképen a cézium csomagokat jelölő pontok.
Silva rájön, hogy a kód, ami „rozhdestvo111” (oroszul: „karácsony111”) megfelel a korábbi akciójuk „Christmas111” (angolul: „karácsony111”) kódjának, tehát Noor elárulta őket és az oroszoknak dolgozik.
A történet során többször látható egy orosz Berijev A–50 felderítő repülőgép belseje, aminek parancsnoka Alekszander Aszlanov főhadnagy, azonban a gépen utazik Vera Kuragina magas rangú katonatiszt is. Látható, amint a gép műszerei felfedik és követik a CIA akció kommunikációját, pontosabban Silva csapatáét.
Silva számára kiderül, hogy az orosz titkos bázis megtámadása során megölt tinédzser a magas rangú katona asszony fia volt, Anatolij Kuragin, és ez az egész dolog az asszony személyes bosszúja volt a fia haláláért.
Eközben Bishop csapatán rajtaütnek az oroszok Kolumbiában, mindenkit lelőnek és távoznak. Bishop sérülten kivánszorog a közeli térre.
Silva elmondja a tapasztalatait az esetet kivizsgáló kihallgatótisztnek. Visszatérve a szállására a szobája falára kiteszi Noor egyenruhás fényképét.

## Szereplők
| Szereplő                     | Színész        | Magyar hang       |
| ---------------------------- | -------------- | ----------------- |
| James Silva / Gyermek 1#     | Mark Wahlberg  | Miller Zoltán     |
| Alice Kerr / Gyermek 2#      | Lauren Cohan   | Andrádi Zsanett   |
| Li Noor                      | Iko Uwais      | Papp Dániel       |
| James Bishop / Anya          | John Malkovich | Reviczky Gábor    |
| Sam Snow / Gyermek 3#        | Ronda Rousey   | Peller Anna       |
| William Douglas / Gyermek 4# | Carlo Alban    | Karácsonyi Zoltán |
| Axel                         | Sam Medina     | Tokaji Csaba      |
| Queen                        | Chae-rin Lee   | Kárpáti Rebeka    |